# Kopacz (ssaki)
Kopacz (Parascalops) – rodzaj ssaków z podrodziny grzebaczów (Scalopinae) w obrębie rodziny  kretowatych (Talpidae).

## Zasięg występowania
Rodzaj obejmuje jeden żyjący współcześnie gatunek występujący w Ameryce Północnej.

## Morfologia
Długość ciała (bez ogona) 125–140 mm, długość ogona 26–33 mm; masa ciała 41–62,8 g.

## Systematyka
Rodzaj zdefiniował w 1894 roku amerykański biolog Frederick W. True na łamach Bulletin of the United States National Museum. Na gatunek typowy True wyznaczył (oryginalne oznaczenie) kopacza szczotkoogonowego (P. breweri).

### Etymologia
Parascalops (Perascalops): gr. παρα para ‘blisko, obok’; rodzaj Scalops Illiger, 1811 (grzebacz).

### Podział systematyczny
Do rodzaju należy jeden występujący współcześnie gatunek:
- Parascalops breweri (Bachman, 1842) – kopacz szczotkoogonowy

Opisano również gatunki wymarłe z pliocenu:
- Parascalops fossilis Skoczeń, 1993[11] (Polska)
- Parascalops grayensis Oberg & Samuels, 2022[12] (Stany Zjednoczone)